# سفر کشتی سپیده‌پیما
سفر کشتی سپیده‌پیما رمانی در گونه ادبیات خیال‌پردازی حماسی برای کودکان نوشته سی اس لوئیس است که توسط جفری بِلِس در سال ۱۹۵۲ منتشر شد. این پنجمین رمان منتشر شده از هفتگانه سرگذشت نارنیا (۱۹۵۶–۱۹۵۰) است. انتشارات مک‌میلان نیز نسخه‌ای آمریکایی از آن در همان سال منتشر کرد. این نسخه با بازنگری‌هایی همراه بود که تا سال ۱۹۹۴ همچنان در ایالات متحده پابرجا بودند. این کتاب، پنجمین جلد در تجدید چاپ‌های جدید است که بر اساس گاه‌شماری درونی رمان‌ها تهیه شده‌اند. همچون دیگر جلدهای سرگذشت نارنیا، "سفر کشتی سپیده پیما" به دست پائولین بِینز تصویرگری شده و کارهای او در بسیاری از نسخه‌های بعدی به‌جا مانده‌اند. 
در این رمان، ادموند و لوسی پِوِنسی به‌همراه پسر عمویشان یوستاس اسکراب، از دنیای خود به سرزمین "طلسم شده" نارنیا برده می‌شوند. آنها برای بار دوم به دوست خود "پادشاه کاسپینِ دهمِ نارنیا"، این‌بار در کشتی کاسپین، سپیده‌پیما(داون تریدر) می‌پیوندند. تا آن لحظه، مدت یک سال و یک روز می‌شده که کاسپین، به‌دنبال سوگندی که خورده بود، در پهنه‌ی دریای شرقی به سوی شرق کشتی می‌رانده تا که هفت لرد گمشده نارنیا را بیابد.
لوئیس این کتاب را به جفری کوربت تقدیم کرد. کوربت که بعداً نام خود را به جفری بارفیلد تغییر داد، پسرخوانده اوون بارفیلد، دوست لوئیس بود.
سفر کشتی سپیده‌پیما برای چهار قسمت از یک مجموعه تلویزیونی ساخت بی‌بی‌سی در سال ۱۹۸۹، و همچنین یک فیلم سینمایی در سال ۲۰۱۰ اقتباس شده‌است.

## خلاصه داستان
دو فرزند کوچک پونسی‌ها، لوسی و ادموند، در حالی که برادر بزرگتر آنها، پیتر، برای امتحان‌هایش تحت تدریس خصوصی پروفسور کرک است و خواهر بزرگتر آنها، سوزان، به همراه والدین‌شان در سفر به دور آمریکا هستند؛ مجبور به ماندن در کنار پسر عموی نفرت‌انگیزشان، یوستاس اسکراب می‌شوند. ادموند، لوسی و یوستاس از طریق نقاشی کشتی‌ای بر روی دریا، به دنیای نارنیا برده می‌شوند(نقاشی‌ای که در اتاق‌خواب مهمان، جایی‌که لوسی در آن اقامت داشت آویزان شده بود و هدیه‌ای ناخواسته برای والدین یوستاس بوده). آن سه، درون اقیانوس در نزدیکی کشتی تصویرشده در نقاشی، که بعدا درمی‌یابند با نام سپیده‌پیما(داون ترِیدر) شناخته می‌شود، فرود می‌آیند و توسط خدمه به درون کشتی کشانده می‌شوند.
داون تریدر کشتی کاسپین، پادشاه نارنیا است که ادموند و لوسی، به همراه پیتر و سوزان، در ماجراهای کتاب پیشین بدو کمک کردند تا تاج‌وتخت نارنیا را بازپس بگیرد. به‌جز او، لرد درینیان کاپیتان "سپیده‌پیما" و سُکان‌دار راینس نیز از دیگر افراد برجسته حاضر در کشتی‌اند. اینک سه سال است که صلح در نارنیا برقرار شده و کاسپین برای تحقق سوگند تاجگذاری خود مدت یک سال و یک روز است در تلاش برای سفر به شرق دور است تا هفت لرد گمشده نارنیا به نام‌های: آرگاز، بِرْن، ماورامورن، اُکتزیان، رِستیمار، رِویلیان و رووپ را پیدا کند. او خاطرنشان می‌کند که ترامپکین کوتوله را در غیاب خود با عنوان لرد ریجنت، به اداره امور نارنیا گمارده‌است. لوسی و ادموند از بازگشت به دنیای نارنیا خوشحال‌اند اما یوستاس چندان مشتاق نیست، زیرا تا پیش از این هرگز آنجا نبوده و عموزاده‌هایش را به گمان اینکه این جهان جایگزین هرگز وجود نداشته مسخره می‌کرده. از آن سو، موش سخنگویی به نام ریپی‌چیپ نیز در کشتی حضور دارد، زیرا که امید دارد کشور اَصلان را در فراسوی آب‌های «شرق مطلق» پیدا کند. پس از آشنایی با او هنگامی که یوستاس دست به تمسخر ریپی‌چیپ زد، نکات قابل‌توجه‌ای از شخصیت جنگجوی این موش آشکار شد.
پس از این تجدید دیدار، آنان نخست به جزایر لان، که تنها اسماً تحت قلمرو نارنیا قرار داشتند اما از اصول نارنیا دور شده‌ بودند – به‌ویژه که تجارت برده در این مکان علی‌رغم ممنوعیت در قوانین نارنیا برقرار و پررونق بود – می‌رسند. کاسپین، لوسی، ادموند، یوستاس و ریپی‌چیپ هنگام بازدید از جزیره که به ظاهر متروکه به نظر می‌آمد، طی یک کمین گرفتار شده، توسط یک تاجر برده اسیر می‌شوند و به‌عنوان برده برای فروش به بازار برده‌فروشان برده می‌شوند. اما مردی قبل از رسیدن به بازار کاسپین را «خریداری» می‌کند! معلوم می‌شود که آن مرد اولین لرد گمشده، لرد بِرن است که پس از تبعید شدن از نارنیا توسط میراز، به این جزایر نقل مکان کرده و در اینجا با زنی ازدواج کرده‌است. هنگامی که کاسپین هویت خود را برای او فاش می‌کند، برن او را به عنوان پادشاه تصدیق می‌کند. کاسپین این مجمع‌الجزایر را برای نارنیا بازپس گرفته و لرد برن را جایگزین گامپاس، فرماندار حریص آن جا می‌کند و برن را دوک جزایر لان می‌نامد. همچنین کاسپین اعلام می‌دارد که برده‌داری در تمام قلمروهای او ممنوع بوده و همه بردگان آزاد هستند.
در دومین جزیره ای که به آن می‌رسند، یوستاس گروه را ترک کرده تا از مشارکت در کارهای مورد نیاز برای تعمیر کشتی پس از آسیب طوفان به آن اجتناب کند و پس از آن برای فرار از باران ناگهانی در غار اژدهایی مرده پنهان می‌شود. گنجینهٔ اژدها طمع او را برمی‌انگیزد، پس او جیب‌هایش را پر از طلا و جواهرات کرده و یک دستبند طلایی بزرگ را به دستش می‌بندد. اما به محض اینکه به خواب فرو می‌رود، به یک اژدهای طلایی بزرگ تبدیل می‌شود. او تلاش بسیاری در جهت از بین بردن پوسته اژدهایی خود می‌کند اما به موفقیتی نمی‌رسد. با یافتن او توسط گروه، این‌گونه به‌نظر می‌آید که از بین بردن چنین جادویی تنها با کمک اصلان امکان‌پذیر است و تنها او می‌تواند یوستاس را دوباره به انسان مبدل کند، اگرچه که با روندی دردآسا همراه باشد! کاسپین دستبند را شناسایی می‌کند که متعلق به لرد اکتزیان، یکی دیگر از لردهای گمشده بوده‌است. آنها حدس می‌زنند که ممکن است اژدهای اصلی اکتزیان را کشته باشد یا حتی شاید اژدها بر اثر همین طلسم، خود اکتزیان بوده! در قامت اژدها، یوساتس متوجه می‌شود که رفتارهای پیشین‌اش تا چه اندازه بد بودند. در ادامه اصلان یوستاس را دوباره به یک پسربچه تبدیل می‌کند و اینک او در نتیجه تجربیاتش فرد بسیار بهتری شده‌است.
در مسیر رسیدن به مقصد بعدی، آن‌ها به سختی از غرق شدن توسط یک مار دریایی غول‌آسا در امان مانده و سپس در جزیره "دث‌واتر"، که به خاطر چشمه‌ای از آب که هر چیز غوطه‌ور در آن را به طلا تبدیل می‌کند اینگونه نامگذاری شده‌است، توقف می‌کنند. معلوم می‌شود در میان چیزهای غوطه‌ور شده در چشمه، یکی از لردهای گمشده نیز قرار دارد که با شناسایی سپر و شمشیر غرق‌شده‌اش در کنارش متوجه می‌شوند لرد رستیمار بوده. در مقصد بعد، آنها در جزیره "دافِرز" کناره می‌گیرند، جایی که لوسی به درخواست قبیله ای از مونوپادها (کوتوله‌های تک‌پای پاگنده) به نام دافرها (در ویراش‌های بعدی: دافلپادها)، طلسمی نامرئی‌کننده که گرفتار آن بودند را از آنها می‌زداید و پس از آن با جادوگری که آن طلسم را انجام داده بود دوست می‌شود. سپس به "جزیره ای که رویاها به حقیقت می‌پیوندند" که بیشتر به جزیره تاریک نام آشناست می‌رسند، چرا که برای همیشه در تاریکی پنهان شده‌است. معلوم می‌شود که "رویاهایی" که در آنجا به حقیقت می‌پیوندند لزوماً رویاهای خوبی نیستند، به عنوان مثال لرد رووپ، که وی را از آنجا نجات می‌دهند، سال‌ها توسط کابوس‌هایش عذاب داده شده‌ بود. در نهایت آنها به جزیره "ستاره" می‌رسند، جایی که سه لرد گمشده باقیمانده را در افسون خواب می‌یابند. راماندو، ستاره سقوط‌کرده‌ای که با دخترش در این جزیره زندگی می‌کند، به آنها می‌گوید که تنها راه برای بیدار کردن لردها این است که با کشتی به لبه جهان بروند و یکی از اعضای خدمه را به عنوان قربانی در آنجا رها کنند. لرد رووپ تقاضا می‌کند تا "خوابی بدون رویا" را در کنار دوستانش تا زمانی که همگی با هم بیدار شوند داشته باشد که تمامی افراد گروه پیش از حزیمت دوباره، با این خواهش لرد موافقت می‌کنند.
پس از آن، داون تریدر به دریانوردی در منطقه‌ای ادامه می‌دهد که در آنجا مردمان دریایی دوئل می‌کنند و آب به جای شور شیرین می‌شود، این مهم را ریپی‌چیپ زمانی کشف می‌کند که خصمانه برای مبارزه با مرد دریایی که تصور کرد او را به چالش می‌کشد، به درون آب پرید. در نهایت آب آنقدر کم عمق می‌شود که کشتی نمی‌تواند جلوتر برود. کاسپین دستور می‌دهد تا قایقی را مهیا کنند و اطلاع می‌دهد که قصد دارد با ریپی‌جیپ به لبه دنیا برود. خدمه اعتراض کرده و می‌گویند به عنوان پادشاه نارنیا، او چنین حقی ندارد که آنها را به حال خود رها کند. کاسپین با ناراحتی به درون کابینش می‌رود اما هنگامی که بازمی‌گردد می‌گوید که اصلان در کابینش ظاهر شده و به او گفته که تنها لوسی، ادموند، یوستاس و ریپی‌چیپ باید به آنجا بروند.
این چهار نفر در یک قایق کوچک از میان دریایی از نیلوفرها عبور می‌کنند تا اینکه به دیواری از آب که تا آسمان کشیده شده‌است می‌رسند. ریپی‌چیپ با پذیرفتن شروط راماندو، قایق کوچک خود را پاروزنان به بالای دیواره آب می‌برد و دیگر هرگز در نارنیا دیده نمی‌شود. ادموند، یوستاس و لوسی بره‌ای را پیدا می‌کنند که به اصلان تبدیل می‌شود. اسلان به آنها می‌گوید که ادموند و لوسی بار دیگر به نارنیا بر نمی‌گردند. وقتی لوسی از این که دیگر اصلان را نمی‌بیند ناراحت و مأیوس می‌شود، اصلان به آنان می‌گوید که او در دنیای آنها نیز وجود دارد. اصلان می‌افزاید: «آنجا من نام دیگری دارم. باید یاد بگیرید که مرا با این نام بشناسید. این همان دلیلی است که شما از اول به نارنیا آورده شدید، تا با کمی شناختن من در اینجا، بتوانید مرا در آن دنیا بهتر بشناسید». اصلان سپس سه کودک را به خانه می‌فرستد.
پس از این ماجرا، در دنیای واقعی افراد خانواده گمان‌های گوناگونی درباره‌ی دلیل این میزان زیاد تغییر شخصیتی مفید یوستاس، نزد خود دارند!

## شخصیت‌های اصلی
- لوسی پونسی - کوچکترین فرزند پونسی‌ها
- ادموند پونسی - سومین فرزند پونسی‌ها
- یوستاس اسکراب - پسر عموی چهار خواهر و برادر پونسی. ادموند و لوسی مجبور به اقامت در خانهٔ والیدن یوستاس با وی شده‌اند.
- کاسپین دهم - پادشاه نارنیا.
- ریپی‌چیپ - یک موش شجاع سخنگو که متحدی اصلی برای پادشاه کاسپین است.
- لرد درینیان - کاپیتان کشتی سپیده‌پیما.
- هفت لرد بزرگ نارنیا - شخصیت‌هایی که کاسپین به دنبال آنهاست. از این هفت نفر، دو نفر مرده‌اند و سه نفر در افسون خواب گرفتار اند. فقط لردهای برن و رووپ نقشی در داستان دارند.
- راماندو - «ستاره ای در حال استراحت» که جوانی‌اش را از طریق توت‌های آتشین بازیابی می‌کند.
- دختر راماندو - دختر راماندو و ملکه آینده نارنیا، همسر کاسپین و مادر ریلیان.
- پاگ - تاجر برده و دزد دریایی جزایر لان، که قهرمانان داستان را اسیر می‌کند.
- گامپاس - فرماندار جزایر لان، برقرارکنندهٔ برده داری، که کاسپین او را برکنار می‌کند.

* کوریاکین – جادوگر (و همچنین یک ستاره) که بخاطر توبه برای گناهی نامشخص بر دافلپادها حکمرانی می‌کنند.

## تفاوت بین نسخه های انگلیسی و آمریکایی
چند هفته یا ماه پس از بازنگری چرک‌نویس های نسخه بریتانیایی سرگذشت نارنیا، لوئیس شروع به بازنویسی چرک‌‌نویس های نسخه آمریکایی کرد. او در حین انجام این کار، چندین تغییر در متن ایجاد کرد. اما پس از اینکه انتشارات هارپر کالینز در سال ۱۹۹۴ حق انتشار این مجموعه را به دست آورد، تصمیمی غیرعادی گرفت تا تغییراتی را که لوئیس ایجاد کرده بود نادیده گرفته و از متن پیشین به عنوان متن استاندارد نسخه های خود استفاده کند.
در سپیده‌پیما ، لوئیس دو تغییر ایجاد کرد که یکی جزئی و دیگری اساسی‌تر بود. تغییر جزئی در فصل اول ظاهر می‌شود، جایی که لوئیس توصیف یوستاس را از «بسیار احمق تر از آن که بتواند چیزی را دست و پا کند» به «کاملاً ناتوان در آماده کردن چیزی به تنهایی» تغییر می‌دهد. پل فورد، نویسنده کتاب "همراه با نارنیا" ، این را پیشنهاد می‌دهد که لوئیس ممکن است این نیاز را حس کرده باشد تا لحن متن را برای خوانندگان آمریکایی‌اش کمی ملایم‌تر کند، یا شاید هم در حال بهتر شناختن و دوست داشتن یوستاس بوده. پیتر شاکل، نویسنده کتاب "خیال‌پردازی و هنر سی. اس. لوئیس" ، خاطرنشان می کند که در این صورت، این قسمت باید در هر دو نسخه تغییر می کرد زیرا "احمق خواندن یک شخصیت در یک کتاب کودکان بی‌اغماض و غیرعاقلانه است".  شاکل و فورد هردو بر این امر توافق نظر دارند که آن تعریف اولیه، تجسم درستی از شخصیت یوستاس همانگونه که خود لوئیس او را در طول داستان توصیف می کند، نیست؛ و این می تواند دلیلی بر این تغییر باشد.

تغییر اساسی‌تر در فصل ۱۲، "جزیره تاریک" ظاهر می‌شود، جایی که لوئیس پایان را به گونه‌ای بازنویسی کرد که شاکل معتقد است:«تجربه خیال‌پردازی را به میزان قابل توجهی بهبود می‌بخشد.»
خواننده [در این نسخه] دیگر نمی تواند جزیره را با عناوینی چون "غیرواقعی" و یا "دیگر وجود ندارد" منکر شود؛ جزیره هنوز هم آنجاست، و هرکس که بتواند به نارنیا برسد ممکن است در آنجا گیر بیفتد. مهمتر از آن، این قیاس افزوده‌شده، با ضمایر دوم-شخص‌اش، خوانندگان را به درون این بخش از داستان می‌کشد و همان احساساتی را که شخصیت ها تجربه می‌کنند در آنها تداعی می‌سازد. این مسئله دیگر موضوع خنده‌داری نیست، آنگونه که احتیاط‌های نسخه اول آنرا مبدل ساخته بود.
مقایسه‌ای پایاپای از پایان فصل ۱۲:
| نسخه بریتانیایی | نسخه آمریکایی قبل از ۱۹۹۴ |
| --- | --- |
| لحظاتی بعد [ ... ] و باز هم جهان گرم و آبی. و همه به یکباره متوجه شدند که چیزی برای ترسیدن وجود ندارد و هرگز نداشته. پلکی زدند و به اطراف نگاه کردند. روشناییِ [ ... ] چرک یا کثافت. و سپس نخستین نفر، و بعد دیگری، به خنده افتادند. راینِلف گفت: «ولی خوب خودمون و مسخره کردیم ها!» | لحظاتی بعد [ ... ] و باز هم جهان گرم و آبی. و همانطور که لحظاتی وجود دارند که می‌خواهی فقط در تخت‌خواب دراز بکشی و نور خورشید اول روز را حس کنی که از گوشه پنجره‌ات می‌گذرد و بر تو می‌تابد و صدای یک پستچی یا شیرفروش شاد و شنگول را اول صبح از بیرون خانه بشنوی و بفهمی که آن تنها یک رویا بود؛ واقعی نبود! آنقدر ملکوتی است که برای حس کردن لذت بیداری‌اش ارزش کابوس دیدن را داشته باشد. و همه‌شان این احساس را با بیرون آمدن از آن تاریکی تجربه کردند. روشناییِ [ ... ] چرک یا کثافت. |
| لوسی هیچوقت از دست نداد [ ...] خدایا رحم کن.» کاسپین پرسید: این دیگه چیه؟ | لوسی هیچ وقت از دست نداد [ ...] خدایا رحم کن.» کاسپین پرسید:این دیگه چیه؟ |
| او گفت:«دیگر هرگز مرا به آنجا برنگردانید.» و به سمت راست اشاره کرد. همه رو برگرداند. اما تنها دریا و آسمان آبی روشن را می‌دیدند. جزیره تاریک و تاریکی پیرامون‌ش برای همیشه ناپدید شده بودند. لرد روپ فریاد زد:«واسه چی؟! تو که از بین بردی‌اش!» لوسی گفت:«فکر نکنم کار ما بوده باشه.» | ...:«دیگر هرگز نپرسید و نگذارید دیگران نیز بپرسند که در آن سالهای زندگی‌ام در جزیره تاریک، چه‌ها به چشم دیده‌ام.» کاسپین جواب داد:«خدا رحم کنه!» و با لرزی بر صدا، افزود:«بپرسم؟ نباید بهش فکر کرد! هر چه دارم حاضرم بدم تا نشنوم‌اش.» |
| درینیان گفت: قربان، [ ... ] دنیا به دور سرم چرخید. | درینیان گفت: قربان، [ ... ] دنیا به دور سرم چرخید. |
| پس بعدازظهر به بعد را با شادی فراوان و در جریان بادی ملایم به سمت جنوب‌شرقی حرکت کردند. اما هیچکس متوجه ناپدید شدن قادوس نشد. | پس بعدازظهر به بعد را با شادی فراوان و در جریان ملایم باد به سمت جنوب‌شرقی حرکت کردند و تاریکی برآمده از چپ، کوچک و کوچکتر شد. اما هیچکس متوجه ناپدید شدن قادوس نشد. |

## بازخوردها
آنتونی بوچر و فرانسیس مک‌کوماس منتقدان ادبی آمریکایی، "سفر" را «نچندان در سطح اعلایی که ماجراهای پیشین نارنیا به‌وجود آورده بودند» یافتند. آنان اما جداگانه ریپی‌چیپ را به‌عنوان «یکی از بی‌نقص‌ترین خیال‌پردازی‌های لوئیس» ستایش کردند!
محقق ادبی، سو بِینز نیز نوشت:«درمقابل دیگر کتاب‌های نارنیا، سپیده‌پیما تقریبا هیچ شرور آشکارایی ندارد به‌جز آن برده‌داران ابتدای داستان که آنان نیز سریعا مغلوب شده و کنار گذاشته می‌شوند. در ازای این، درون‌مایه داستان پروتاگونیست‌ها را مدام و مدام درگیر پیچ‌های شخصیتی خودشان می‌کند! طمع یوستاس و رفتارهای زننده‌ی عمومی‌اش باعث می‌شود تا تبدیل به اژدها شده و او را گرفتار سخت‌کوشی مضاعفی برای لایقِ دوباره انسان شدن، می‌کند. کاسپین نیز تا حدی دچار وسوسه‌ی تصاحب حوضچه جادویی که همه‌چیز را به طلا تبدیل می‌کند می‌شود، که برای مدتی همچون مستبدی طمعکار حاضر به خونریزی در راه حفظ مال و دارایی‌اش شده بود؛ درست است که مدتی بعد شرافتش را باز یافت اما این وسوسه‌ی نادرست بار دیگر هم به سراغش آمد جایی که حاضر بود بدون ملاحظه وظایف و سوگندها و مسئولیت‌هایش به‌عنوان پادشاه نارنیا، به کشور اصلان برود! لوسی نیز از دیگر شخصیت‌هایی‌ست که دچار وسوسه‌ها و پیچش‌های کاراکترش می‌‌شود آنجا که به‌شدت می‌خواهد تا زیبایی‌ای جادویی را به‌دست آورد هرچند که باعث شود تا منشأ و تمرکز جنگ‌های وحشتناک داخلی و خارجی جدیدی برای نارنیا باشد. وی بر این وسوسه و طمع غلبه می‌کند اما نمی‌تواند دربرابر وسوسه کوچکترش که جاسوسی به‌وسیله جادو از همکلاسی‌هایش بود فائق آید و پس از این کار با خراب شدن رابطه‌ای‌ای که می‌توانست به دوستی خیلی خوبی برای او تبدیل شود، حسابی تنبیه می‌شود! ... اما ادموند که در نخستین ورودش به نارنیا درگیر آزمون‌های شخصیتی گوناگونی گشته بود، در کتاب حاضر تجربه‌هایش را به شکل بی‌نظیری بازتاب می‌دهد و از این رو به عنوان بالغ‌ترین و پخته‌ترین شخصیت داستان عمل می‌نماید.»

## تأثیرپذیری
برخی بر این باورند که سفر کشتی سپیده‌پیما رمانی‌ست که بیشترین اثرگذاری پیشینه ایرلندی لوئیس را نشان می‌دهد و یادآور گونه‌ادبی ایمرام‌(به ایرلندی: سیاحت) در ادبیات داستانی ایرلند است. آنگونه که وی الهام‌گیری‌هایی از متن قرون‌وسطایی "سفر سنت برِندان" که خود نمونه‌ای بارز از گونه ایمرام است را در این داستان به تصویر می‌کشد. شخصیت‌های لوئیس تقریبا به‌طور کامل طرح کلی داستان سنت برندان را دنبال می‌کنند که نشان‌گر میزان اثرگذاری این حکایت قدیمی سلتی بر کتاب است. هرچند که برخلاف روند معمول اینگونه سیاحت‌ها، سپیده‌پیما به جای سفر به غرب به شرق سفر می‌کند آن هم شاید به این دلیل که چون لوئیس می‌خواسته مفاهیمی مانند "شروع مجدد" و "تولد دوباره" را در داستان قرار دهد، از انتخاب غرب به عنوان مقصد و این دلالت ضمنی و ارتباط نزدیک غرب با مفهوم مرگ و نیستی، اجتناب کرده است.
رمان درضمن این مفاهیم، تاکیدی نیز بر این باور است که اصلان تجسم و نماینده‌ای از عیسی مسیح در جهان خیالی نارنیاست. آنگونه که در انتهای داستان اصلان ابتدا در شمایل یک بره ظاهر می‌شود آن هم در صحنه‌ای که نمایانگر اتفاقات و حوادث انجیل یوحنا ۲۱:۹ می‌باشد.
تغییر شکل یوستاس به اژدها به واسطه‌ی طلا نیز به سرگذشت فافنیر در اساطیر نورس اشاره دارد. اگر یوستاس کمی به این دسته از اساطیر و قصه‌های پریان علاقه نشان می‌داد و یا حتی مطالعه‌ای گذرا نیز در این باب کرده بود، می‌دانست که طلای اژدها نفرین‌شده است!
در فصل ۱۳‌ام کتاب نیز، سرگذشت اودیسئوس در دوزخ دانته (کانتو/چکامه: ۲۶ ؛ اشعار: ۱۱۹ – ۱۱۲) توسط یکی از آن سه لردی که در جزیره راماندو حضور داشتند، تقریبا عین به عین بازنمایی می‌شود.
مری کومب اشاره می‌کند که در کتاب پنجم پنج‌جلدی گارگانتوا و پانتاگروئل اثر فرانسوا رابله، وی نیز پادشاهی را به تصویر می‌کشد که به‌همراه یاران باوفایش سوار بر کشتی در دریا سفر کرده و همزمان با توقف کردن در جزایر مخلتف، ماجراهای گوناگونی را از سر می‌گذرانند. این مسلم است که لوئیس جزئیات و داستان‌های کاملا متفاوتی از رابله درخصوص پادشاه داستان‌اش و خدم‌و‌حشم و جزیره‌هایی که بدانان سفر می‌کنند طرح کرده، باوجود اینکه زمینه قصه‌گویی هر دو یکسان است. لوئیس، رابله را عموما به عنوان "یک لطیفه‌گوی درشت‌گو" می‌شناخت. این امکان وجود دارد که یکی از تم‌های قصه‌گویی رابله به مذاق لوئیس خوش آمده باشد و خواسته که به شکلی کمتر هجوآمیز و درشت‌گویانه، در آثار خود از آن استفاده کند. خاصّه، ماجراهای پانتاگروئل و دوستان‌‌اش کامل و آشکارا به شکلی مضحک و طنزآمیز صورت می‌پذیرند درصورتی که برای کاسپین این مسئله کاملا برعکس صدق می‌کند، ماجراجویی‌ها و اتفاقاتی مشخصا جدی و شوخی‌نابردار!

## اقتباس‌ها

### تئاتر
- در سال ۱۹۸۳، نخستین اجرای جهانی تئاتر موزیکال سفر کشتی سپیده‌پیما با تهیه و تدارک کالج نورث‌وسترن واقع در مینه‌سوتا، در مرکز هنرهای زیبای توتینو به روی صحنه رفت.
- اقتباس نمایشی دیگری از سفر کشتی سپیده‌پیما نیز با نویسندگی و کارگردانی کِن هیل، طراحی صحنه و لباس سارا-جین مک‌کِلِلان و موسیقی برِندن هیلی نخستین اجرای خود را به تاریخ ۲۹ نوامبر ۱۹۸۵ در خانه‌نمایش نیوکاسل روی صحنه برد.
- رادیو بی‌بی‌سی نمایشی رادیویی را در سال ۱۹۹۴ از این کتاب تهیه و پخش کرد.
- بنیاد پروتستان تمرکز بر خانواده نسخه‌ای طولانی‌تر از آن اجرا را به‌عنوان بخشی از مجموعه‌ی اقتباسات کامل‌اش از سرگذشت نارنیا، تهیه و پخش کرد.
- در سال ۲۰۰۰ میلادی، مدرسه‌ی جامعه جایگزین(دینی/مسیحی) لِمار واقع‌در ایتاکای نیویورک، نسخه‌ای موزیکال از این داستان را نوشته و تهیه کردند.
- کمپانی نمایشی بی‌جی تورینگ نمایشی را بر اساس اقتباس تئاتر گلین رابینز از سفر کشتی سپیده‌پیما، در سال ۲۰۰۶ تهیه و در ۵۹‌امین دوره جشنواره ادینبورو فرینج، برگزار کرد.

### فیلم
سفر کشتی سپیده‌پیما سومین فیلم از مجموعه سینمایی سرگذشت نارنیا ساخته‌ی کمپانی والدن مدیا می‌باشد. برخلاف دو فیلم قبلی که توسط دیزنی انتشار یافتند، این فیلم به‌وسیله‌ی فاکس قرن بیستم منتشر شد. هرچند که اکنون به‌دنبال خرید فاکس توسط دیزنی، تمامی حقوق تکثیر و انتشار متعلق به این کمپانی شده‌است. مایکل آپتِد گوی کارگردانی را از کارگردان پیشین مجموعه، اندرو آدامسون ربود و آدامسون نیز از بین گزینه‌های باقی‌مانده تصمیم گرفت تا درکنار مارک جانسون، پری مور و داگلاس گرِشام به تهیه‌کنندگی فیلم بپردازد. ویل پولتر بازیگر جدیدی بود که برای ایفای نقش یوستاس اسکراب به تیم پیشین ملحق شد درحالی که جورجی هنلی، اسکندر کینس، بن بارنز، لیام نیسون و تیلدا سوئینتن همگی به نقش‌های‌شان بازگشتند.

این فیلم اکران عظیمی را در نسخه ۲بعدی معمول، و اکران محدودی را در نسخه‌های ۳بعدی واقعی و ۳بعدی دیجیتال در کشورهای آمریکا، کانادا و بریتانیا به‌تاریخ ۱۰ دسامبر ۲۰۱۰ تجربه کرد.

### تلویزیون
شبکه بی‌بی‌سی سریال‌کوتاهی را با اقتباس از این کتاب در سال ۱۹۸۹ منتشر کرد. این سریال با کتاب قبلی مجموعه ترکیب شده بود و با نام "شاهزاده کاسپین و سفر کشتی سپیده‌پیما" تولید شد و به روی آنتن رفت.

## میراث
"The Dawntreader" آهنگی‌ست درباره دریا از جونی میچل، که یکی از ترک‌های نخستین آلبوم‌اش " آوازی به یک مرغ‌دریایی" است.
"داون تریدر" نام آهنگی از شارلوت هاترلی از آلبوم سال ۲۰۰۷‌اش، آبی عمیق است.
فضاپیمای سپیده پیما در رمان سندان ستارگان اثر گرگ بیر نیز احتمالا از روی کشتی حاضر در این کتاب نامگذاری شده‌است.